# 馬拉開波湖
马拉开波湖（西班牙語：Lago de Maracaibo），是委内瑞拉西北部的潟湖，為南美洲最大的湖泊，也是地球上最古老的湖泊之一，形成於3600萬年前安第斯山脈北段的断层陷落，含有豐富的油氣資源，是委内瑞拉主要的石油產區和重要的漁農業產區，居住著該國四分之一的人口，同時也是地球上閃電最頻繁的地方，著名的卡塔通博閃電能夠為夜間航行照明，石油污染造成的富營養化是該湖面臨的主要環境問題。

## 地理
马拉开波湖位于委内瑞拉西北部东科迪勒拉山系的佩里哈山脈和梅里達山脈之间的断陷盆地马拉开波低地中，湖的形状被形容为葫芦或花瓶，南北长210公里，东西宽121公里，面积13512平方公里，最深35公尺，岸长约1000公里，容積約280立方公里。最大入湖河流卡塔通博河自西向東注入，提供了57%的入湖水量，加上盛行風的影響使湖水逆時針循環，另有圣安娜河、查馬河、莫塔坦河、埃斯卡兰蒂河等河流注入。
馬拉開波湖南深北淺，底部平坦的湖盆東南邊緣陡峭而西北邊緣平緩，南部因河水注入而較淡，北部受潮汐影響而微鹹。較輕的淡水浮在較重的鹹水之上，使得營養物質沉積在湖底，在卡塔通博河三角洲的表層湖水含鹽量僅0.13%，然而從湖口侵入的海水使得底層湖水的含鹽量達0.2-0.3%。狭长的北半部長55公里，最北端與委内瑞拉湾相連，湖口的沙嘴延伸約26公里。
湖区年平均气温28°C，降水量南多北少，北部年均降水量不足500毫米，南部则達1400毫米，在夜間來自安第斯山脈的山風與湖面上溫暖潮濕的空氣接觸，每年平均形成297次夜間雷暴，使得湖區成為地球上閃電最頻繁的地方，每平方公里的土地上空一年平均會發生約233次閃電，著名的卡塔通博闪电每年約有140-160天出現，在9月達到峰值時湖區每小時可發生多達280次閃電，持續時間長達9小時，能夠為夜間航行照明。

## 历史
马拉开波湖是地球上最古老的湖泊之一，形成於3600萬年前的始新世晚期安第斯山脈隆起時的斷層陷落。在地質歷史上海水和淡水曾多次交替淹沒這一地區，在基岩上形成了超過五公里厚的沉積物。在末次冰期結束時，上升的海平面再次將湖水同海水直接連通。
西班牙探險家阿隆索·德·奥赫达的船隊於1499年8月24日航行至此，為歐洲人首次進入這一地區。西班牙於1529年和1569年兩次試圖在湖邊建立定居點，但直到1574年才成功建立了馬拉開波城。1823年6月24日委內瑞拉在湖上贏得了委内瑞拉独立战争中著名的馬拉開波湖海戰。
原先深度僅4米多的湖口在1930年代的疏浚後深度增加到8米，3公里長的石質防波堤於1957年完工後深度進一步增至11米，使遠洋油輪可以進入湖泊，同時也使得原本為淡水的北部變得微鹹。橫跨湖上連接馬拉開波市與聖里塔市的長8,678米的拉斐爾·烏達內塔將軍大橋於1962年完工。

## 產業
马拉开波湖油气资源丰富，有“石油湖”之称。最初抵達的西班牙人使用湖邊滲出的焦油來填補船隻裂縫。馬拉開波油田於1914年被發現，1917年開始建設第一口油井，1922年起開始大規模開採。油田集中分布于湖的東北和西北，产油层主要是第三纪砂岩和白垩纪石灰岩，含油气面积达1300平方公里，主要集中在湖东105公里長32公里寬的沿岸水域，開採的石油占委內瑞拉石油總產量的75％。
西北岸的马拉开波城是蘇利亞州的首府，也是委内瑞拉第二大城和世界重要的石油输出港。湖區也是委内瑞拉重要的漁農業產區，養活了兩萬多名漁民，其中許多漁民住在湖上用鐵皮建造的五顔六色的傳統高脚屋中，湖的南岸主要農作物是香蕉、花生、可可、椰子、甘蔗和咖啡，湖的西岸乳牛業發達。
马拉开波湖和卡塔通博河是附近地區商品運輸的主要交通線，馬拉開波城是安第斯山脈出產的咖啡的轉運中心，湖口经过疏浚的水道可通大型海轮和油轮，输出原油和安第斯山区與湖區的农畜产品。湖區居住著委內瑞拉四分之一的人口，隨著附近安第斯山區的農民大量湧入，湖區人口從1936年的約30萬人增加到2007年的超過362萬人。

## 環境
馬拉開波湖湖中有蛤蜊、藍蟹、蝦等水產，也是西印度海牛和亞馬遜河豚兩種瀕臨滅絕的水生哺乳動物的家園，大約145種魚類棲息在湖水中，其中包括許多特有種，如生活在底層水域的馬拉開波湖半鉤鯰、馬拉開波湖毛鼻鯰、馬拉開波湖拉蒙特鯰、馬拉開波湖齧脂鯉，以及生活在表層水域的馬拉開波狼鯷。
該湖已進行了大約14,000次鑽探，超過15,000英里的石油和天然氣管道縱橫交錯地穿過湖底，但這些管道大部分已有半個世紀的歷史，石油從許多老化的水下管道中漏出。在二十世紀五十年代之前，湖水仍然可以作為生活用水直接取用，但之後由於湖口航道的拓寬導致的潮汐鹹水侵入，北部湖區的含鹽量增加了大約1,000%，南部也增加了300-500%。
在馬拉開波市等沿湖城鎮，湖水被糞便帶來的大腸桿菌污染，石油污染和排入湖中的農業污水以及生活和工業廢水造成的富營養化導致浮萍和綠藻大量繁殖。2004年春季，馬拉開波湖流域降下大雨，導致大量淡水湧入湖泊，使原本沉積在湖底的營養物質浮到湖面上，造成浮萍大量繁殖，引發了持續長達八個月的水華，水華在六月一度覆蓋了18%的湖面，當地政府不得不每月花費約200萬美元用於清理工作。

## 图片
| - 湖上的日出 - 拉斐爾·烏達內塔將軍大橋 - 造成水華的浮萍 - 卡塔通博闪电 - 湖中的美洲鸕鶿 |